# Васил Барнови
Васил Барнови (на грузински: ვასილ ბარნოვი) е грузински писател и учен.
Роден е на 3 юни 1856 година в Кода в семейството на свещеник. Учи в семинариите в Тбилиси и Москва, а от 1882 година е учител по грузински език и литература. През следващите години се занимава с фолклористика и става известен със своите исторически романи.
Васил Барнови умира на 4 ноември 1934 година в Тбилиси. Погребан е в Пантеона „Мтацминда“.